# Michel Eyzinger

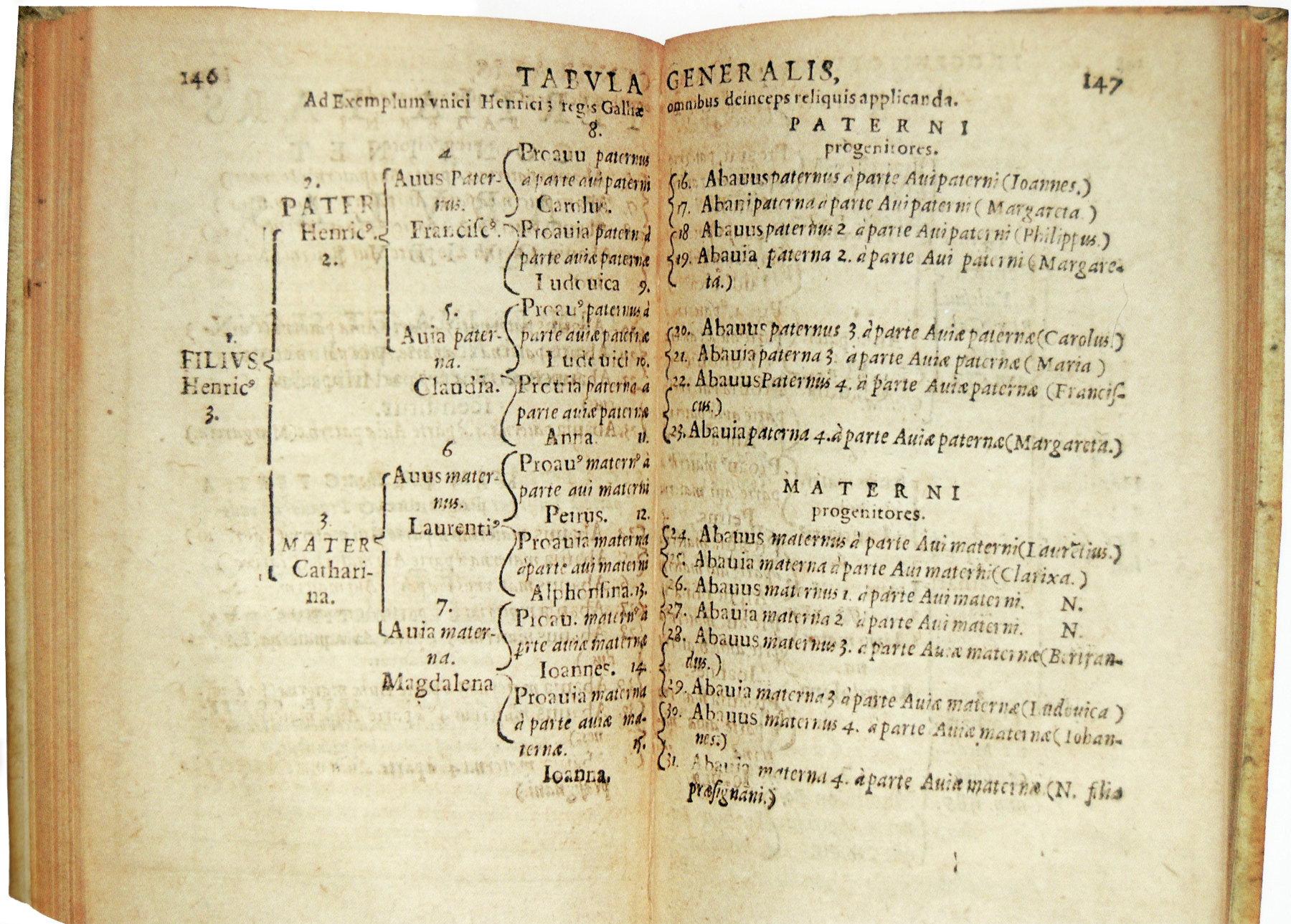
Uma árvore de costados
do “Thesaurus principum hac aetate in Europa viventium”, publicado por Michel Eyzinger em 1590, onde pela primeira vez é utilizado um sistema de numeração dos antepassados em genealogia.

Michel Eyzinger (Freiherr Michael von Aitzing, ou Eitzing), (Obereitzing, cerca de 1530 – Bona, 1598), foi um nobre ausríaco, jurista, diplomata, historiador e publicista pioneiro da imprensa periódica, que criou as bases de um sistema de numeração dos antepassados actualmente usado em genealogia. 

## Biografia
Michael von Aitzing era da velha nobreza austríaca, ligado à Casa de Habsburgo, e foi membro do Conselho dos Imperadores Maximiliano II e Rodolfo II. Fez estudos universitários de Matemáticas e Ciências Jurídicas, viajou pela Holanda, França e Itália. Publicou, em 1579, um livro “Leo Belgicus“ com a história dos Países Baixos, que lhe trouxe fama e dinheiro. 

### Historiador e publicista
Em 1580 vendeu, na Feira do Livro de Frankfurt, um folheto de 144 páginas, que imprimiu em Colónia, em que relatava os mais recentes acontecimentos na Holanda. A partir de 1583, Eyzinger (como assinava) começou a escrever artigos, em Colónia,  com as notícias das lutas eclesiásticas do arcebispado da cidade. A grande procura dos seus artigos levou-o a criar Messrelationen com mais actualidade, narrando cronológicamente os acontecimentos mais importantes dos últimos seis meses. Entre 1588 e 1593 publica semestralmente as suas “Postrema Relatio Historica“, que eram vendidas na Primavera e de Outono, por ocasião das grandes feiras do livro de cidades como Frankfurt ou Leipzig. De 1594 e 1597 a sua publicação torna-se anual, e será publicado um total de 19 Messrelationen até à sua morte, em 1598. O seu modelo de publicações periódicas, que não eram exactamente jornais, foi copiado por outros ao longo do século XVII e as suas Messrelationen são consideradas as antecessoras das revistas de hoje.

### Genealogista
Foi Eyzinger quem, pela primeira vez, em 1590, utilizou um sistema sequencial e lógico de numeração dos antepassados nas genealogias ascendentes, no seu livro “Thesaurus principum hac aetate in Europa viventium” (Colónia, Gottfried von Kempen, 1590), onde apresenta 35 árvores de costados das casas principescas e reais europeias. Este sistema, que viria a ser recuperado em 1676 por Jerónimo de Sosa e popularizado em 1898 por Stephan Kekulé von Stradonitz, é conhecido hoje como sistema de numeração de Eyzinger-Sosa-Stradonitz. 